# Monasterio Símonov
El monasterio Símonov (del ruso: Симонов монастырь) en Moscú fue establecido en 1370 por el higúmeno Fiódor, sobrino y discípulo de Sergio de Rádonezh.
El terreno, donde se asienta este monasterio ortodoxo, pertenecía anteriormente a Stepán Jovrin, un boyardo de origen godo, progenitor de la familia Golovín. Tomó los votos monásticos en el monasterio bajo el nombre de Simón, nombre por el cual el monasterio se llama Símonov. En 1379, el monasterio fue desplazado media milla al este, al convertirse la ubicación original del monasterio en cementerio de la batalla de Kulikovo, lo que todavía se conmemora en la vieja iglesia Símonov.
Durante el siglo XV, el monasterio era el más rico de Moscú. Entre los monjes eruditos que vivieron y trabajaron aquí están Vassián Kosói-Patrikéyev y Máximo el Griego. En 1405 se  erigió una catedral de piedra blanca, que sería ampliada posteriormente por orden de Iván el Terrible. Al defender el monasterio los accesos meridionales a Moscú, sería fuertemente fortificado en la década de 1640.
La última adición al complejo fue el campanario historiado modelado de acuerdo al Campanario de Iván el Grande del Kremlin de Moscú. En 1839, se construyó el magnífico campanario de 90 metros en cinco niveles en "estilo ruso-bizantino" según proyecto de Konstantín Ton. El campanario fue uno de los monumentos arquitectónicos de Moscú de su tiempo.
El monasterio fue abolido por los bolcheviques en 1923, y poco después parte la mayoría de los edificios fueron demolidos para hacer sitio para la construcción de una planta de automóviles. Las estructuras supervivientes son del siglo XVII e incluyen tres torres con apariencia de cañón y edificios auxiliares en el estilo barroco Naryshkin. Recientemente el gobierno de Moscú anunció planes para una reconstrucción a gran escala del famoso monasterio.
De acuerdo a diferentes fuentes, parte de los antiguos edificios del monasterio fueron transferidos del Ministerio de Cultura de la URSS a la Iglesia ortodoxa rusa y la comunidad ortodoxa de sordos, quienes empezaron las obras de restauración y reconstrucción de las instalaciones. El primer servicio después de la restauración tuvo lugar en 1992.

## Galería de imágenes

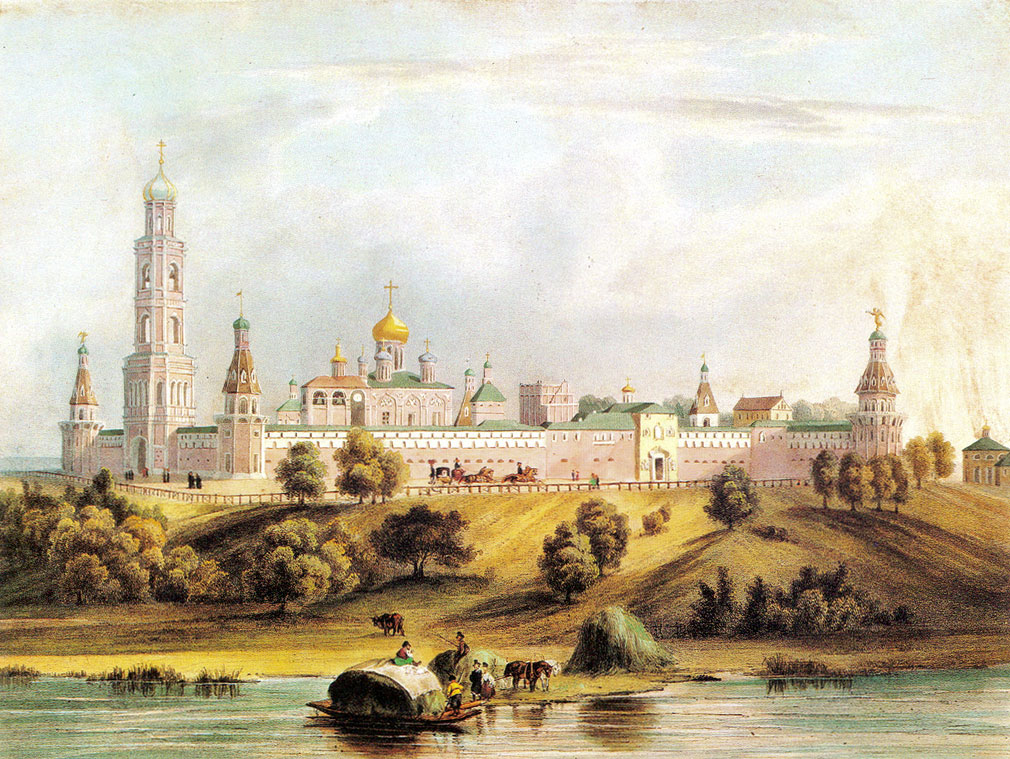
Acuarela del siglo XIX mostrando una vista del monasterio
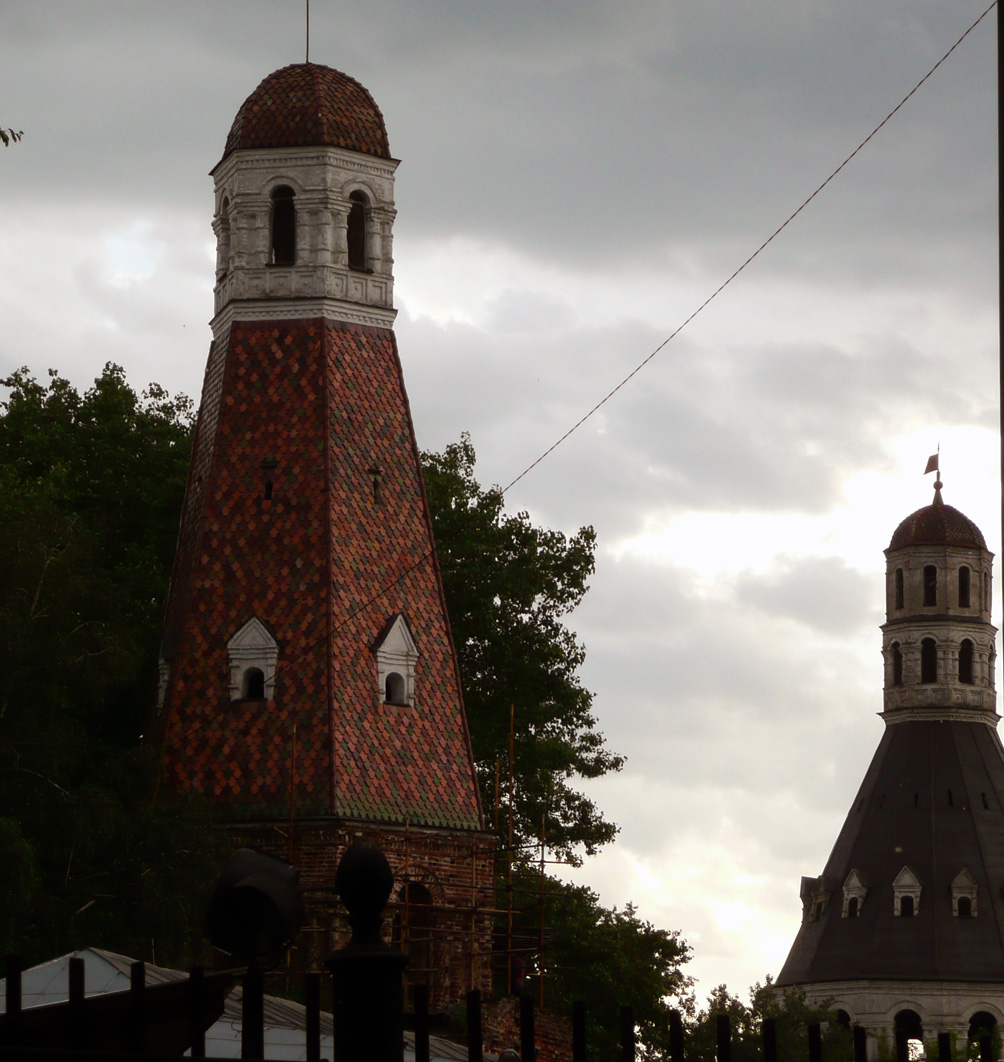
La apariencia singular de las torres del monasterio no tienen paralelo en Rusia